# Boshof
Boshof est une petite ville agricole située dans l'ouest de la province de l'Etat Libre en Afrique du Sud. Baptisée en l'honneur de Jacobus Nicolaas Boshof deuxième Président de l'État libre d'Orange, elle est située à 55km au nord-est de Kimberley. 
La ville est connue pour la bataille de Boshof.

## Démographie
Selon le recensement de 2011, Boshof compte 3 858 habitants, majoritairement noirs (58% pour 22% de blancs et 19% de coloureds) et de langue maternelle majoritairement afrikaans (57%) et setswana (31%).
Jouxtant la ville de Boshof se trouve le township de Seretse, 4 651 habitants (96 % de noirs) de langue setswana (76%).
Au total, la localité urbaine de Boshof, comprenant la ville, sa zone rurale et le township, compte 8 509 habitants à majorité noire (78,5 % pour 10,5% de couloureds et 10,1% de blancs), principalement de langue setswana (57,9%) et afrikaans (28,7%).

## Historique
Fondée dans l'État libre d'Orange en mars 1856 par Andrew Murray sur la ferme de Vanwyksvlei, la ville est baptisée en l'honneur de Jacobus Nicolaas Boshof (1808-1881), deuxième président de l'État libre d'Orange (1855-1859). Elle est devenue une municipalité en 1872. 
Durant la seconde guerre des Boers, la bataille de Boshof eu lieu à proximité en 1900. Le comte Georges de Villebois-Mareuil y fut tué.

## Musées et monuments
- Le site de la bataille de Boshof
- Mémorial au Genéral et Comte de Villebois-Mareuil sur la ferme de Middelkuil (à 10 km de Boshof)
- Chris van Niekerk Museum (musée de Boshof)
- Prison de Boshof (1891)
- Sépultures des combattants de la guerre des Boers au cimetière de Boshof
- Mémorial aux Boers tués durant la guerre des Boers
- Monument aux Voortrekkers (1938)
- Église réformée néerlandaise (1874, rénovée en 1913 et 1954)
- Statue du général Gideon F Joubert (1823-1907)
- Statue de Samuel Henri Pellissier (1887-1978)

## Économie
Boshof est une ville essentiellement agricole.

## Personnalités liées à Boshof
- Sol Plaatje, né à Boshof
- Jan Serfontein, député de 1938 à 1948 et de 1953 à 1966